# Ajoux
Ajoux település Franciaországban, Ardèche megyében. Lakosainak száma 78 fő (2022. január 1.). Ajoux Creysseilles, Gourdon, Issamoulenc, Pourchères, Saint-Étienne-de-Serre és Saint-Julien-du-Gua községekkel határos.

## Népesség
A település népességének változása:
| Lakosok száma | 115  | 79   | 71   | 94   | 89   | 82   | 77   | 81   | 79   | 78   |
|               | 1968 | 1982 | 1990 | 2006 | 2013 | 2015 | 2017 | 2019 | 2020 | 2022 |